# يو إف سي على إي إس بي إن: نغانو ضد فيلاسكيز
يو إف سي على إي إس بي إن: نغانو ضد فيلاسكيز (بالإنجليزية: UFC on ESPN: Ngannou vs. Velasquez)‏ هو حدث لفنون القتال المختلطة نظمته يو إف سي، أُقيم في 17 فبراير 2019، على مركز البصمة في فينيكس، أريزونا، الولايات المتحدة.